# Edward Beeson
Edward Beeson (Estados Unidos, 2 de junio de 1890) fue un atleta estadounidense especialista en salto de altura, prueba en la que consiguió ser plusmarquista mundial durante más de diez años, desde el 2 de mayo de 1914 al 27 de mayo de 1924, con un salto de 2.01 metros.

## Carrera deportiva
El 2 de mayo de 1914 logró batir el récord del mundo de salto de altura, con un salto de 2.01 metros; el anterior récord lo poseía su compatriota George Horine (2.00 metros) desde el 18 de mayo de 1912. Su récord estuvo imbatido durante más de diez años, hasta que el también estadounidense Harold Osborn consiguió saltar 2.03 metros el 27 de mayo de 1924.